# Sicyonia stimpsoni
Sicyonia stimpsoni är en kräftdjursart som beskrevs av Eugène Louis Bouvier 1905. Sicyonia stimpsoni ingår i släktet Sicyonia och familjen Sicyoniidae. Inga underarter finns listade i Catalogue of Life.